# Главный мастер-сержант

Нашивка главного мастера-сержанта Военно-воздушных сил США с 1998 года

Нарукавный шеврон главного мастер-сержанта старого образца

Главный мастер-сержант  (англ. Chief Master Sergeant) — одно из высших воинских званий сержантского состава Военно-воздушных сил США.
В Военно-воздушных силах США это звание относится к девятой степени военной иерархии (E-9) вместе с воинскими званиями главного сержант-майора и Главного мастер-сержанта ВВС США.